# Pont de la Tournelle
Pont de la Tournelle er en buebro, der spænder over Seinen i Paris.

## Historie
Pont de la Tournelle er beliggende på samme sted som en række tidligere strukturer.
Den første bro (af træ) blev bygget i 1620. Denne bro forbandt Seinens østlige bred (le quai Saint-Bernard) med Île Saint-Louis. Den blev efterfølgende skyllet væk af is i 1637 og igen den 21. januar 1651. En stenbro blev opført i stedet i 1654. Den blev revet ned i 1918 og erstattet af den nuværende bro i 1928, efter at den havde lidt flere naturkatastrofer, især oversvømmelsen i 1910.
Pont de la Tournelle blev med vilje bygget uden symmetri for at understrege det formløse landskab på den seinebred, som den servicerer. Broen består af en central storbue, der forbinder flodbredderne via to mindre buer (en på hver side). Broen er blandt andet dekoreret med en skulptur af Sankt Geneviève, Paris' skytshelgen, udført af den polsk-franske monumentsskulptør Paul Landowski.
Udtrykket "Tournelle" sporer sin oprindelse til et firkantet tårn (fransk: tourelle) bygget i slutningen af det 12. århundrede på Filip 2. Augusts fæstning.
Talrige scener af Highlander: The Series blev filmet langs Quai de la Tournelle, nær og under Pont de la Tournelle mellem 1992 og 1998.

## Eksterne links
- (fransk) Bridge history Arkiveret 11. september 2007 hos  Wayback Machine
- (fransk) More bridge history

48°51′02″N 2°21′20″Ø / 48.850664°N 2.355522°Ø